# St. Ägidius (Aham)

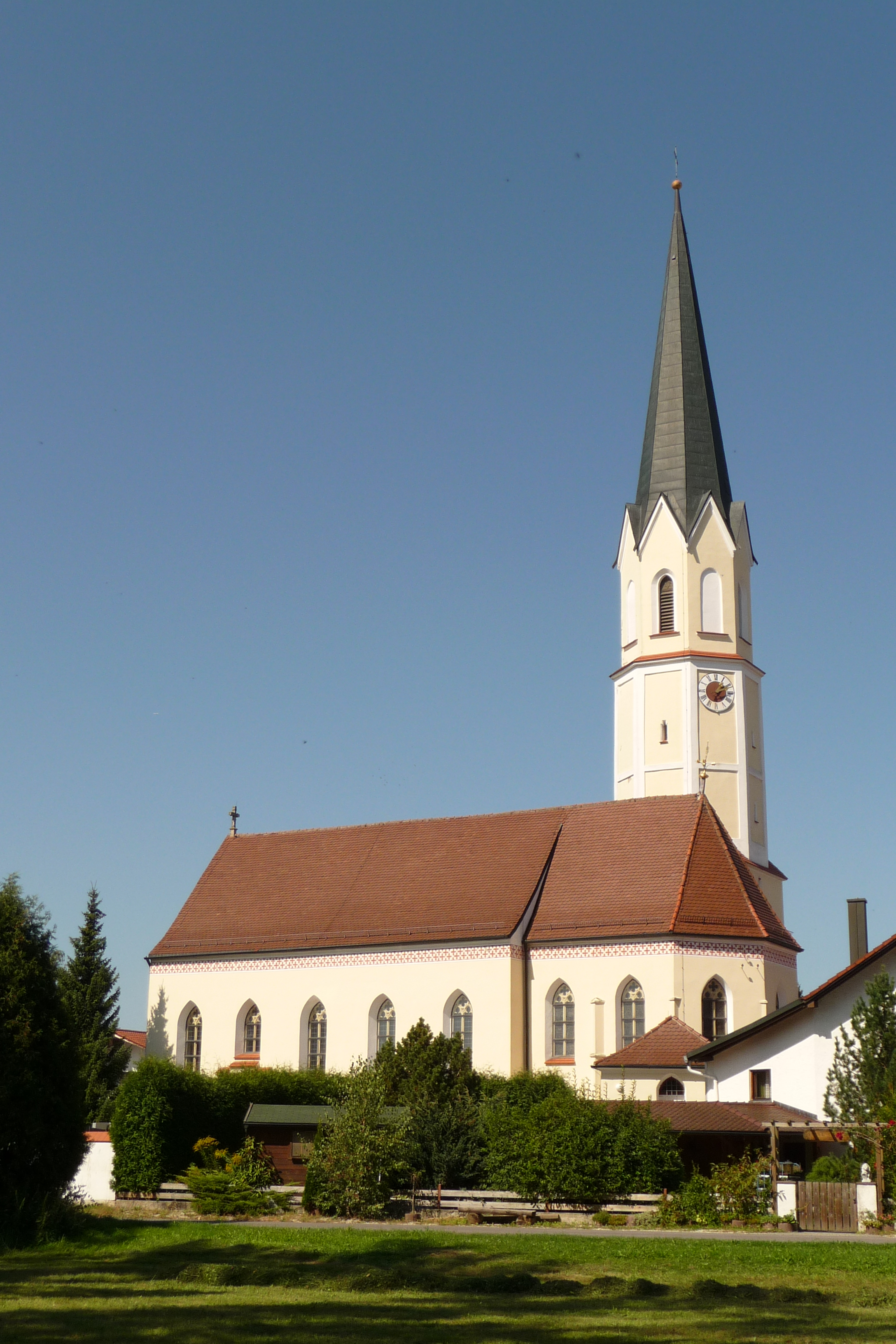
St. Ägidius in Aham

Die römisch-katholische Filialkirche St. Ägidius steht in Aham, einer Gemeinde im niederbayerischen Landkreis Landshut. Sie ist in der Liste der Baudenkmäler in Aham unter der Nr. D-2-74-112-3 eingetragen. Die Kirche gehört zum Dekanat Landshut im Bistum Regensburg.

## Beschreibung
Die spätgotische Saalkirche wurde im 15. Jahrhundert erbaut und 1885 neugotisch umgestaltet. Sie besteht aus dem 1885 nach Westen auf fünf Joche verlängerten Langhaus, dem eingezogenen, dreiseitig geschlossenen Chor zu zwei Jochen im Osten, der von Strebepfeilern gestützt wird, einer Sakristei an der Südwand und dem Chorflankenturm auf quadratischem Grundriss an der Nordwand des Chors. Der Turm wurde mit achteckigen Geschossen aufgestockt und mit einem spitzen Helm bedeckt. Der Innenraum ist mit Netzgewölben überspannt. 

## Orgel
Die Orgel mit sechs Registern auf einem Manual und Pedal wurde 1894 von Ludwig Edenhofer junior mit einem neugotischen Prospekt erbaut. Die Disposition des mechanischen Kegelladen-Instruments lautet:
| Manual C–f3 |       |
| Principal   | 8′    |
| Gedackt     | 8′    |
| Salicional  | 8′    |
| Octav       | 4′    |
| Mixtur III  | 2 ⁄3′ |

| Pedal C–d1 |     |
| Subbaß     | 16′ |

- Koppeln: M/P
- Spielhilfe: Tutti